# August Kuentzmann Damm
August Kuentzmann Damm (Selestat, Alsacia, 1843 - Barcelona, 1877) fue un alsaciano nacido en Sélestat, exiliado a España tras la guerra franco-prusiana que establece las primeras instalaciones cerveceras de lo que luego será la compañía S.A. Damm.
Poco se sabe de la biografía de August Kuentzmann Damm antes del año 1870 en que se instala en la ciudad de Barcelona junto a su esposa Melanie y su primo y profesor, Joseph Damm, haciendo que 6 años más tarde, en 1876, se funde la fábrica de cervezas que lleva su apellido. Un año después de fundar la fábrica, fallece en Barcelona en el año 1877.